# リュシル・ランドン
リュシル・ランドン（Lucile Randon、1904年2月11日 - 2023年1月17日）は、フランスの修道女、長寿の女性（スーパーセンテナリアン）。2022年4月19日から死去まで存命人物のうち世界最高齢者であった。また、1904年生まれ最後の存命者であった。晩年はヴァール県トゥーロンで暮らしていた。アンドレ修道女（スール・アンドレ, Sœur André）の名でも知られていた。フランスではジャンヌ・カルマンに次いで2番目に長生きしたとされるが、世界最高齢記録のジャンヌ・カルマンはその記録を疑問視する声があり、記録に疑義のない確実なフランスの記録保持者はリュシル・ランドンである。

## 人物

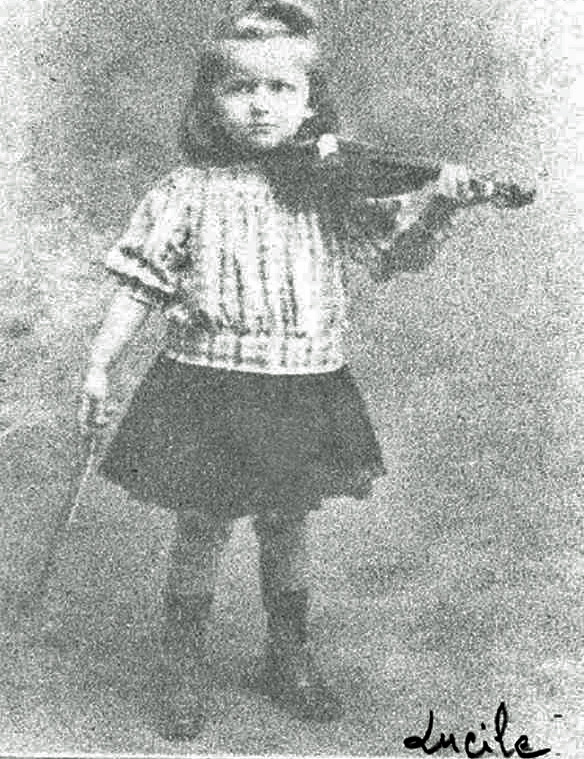
幼少時代のリュシル

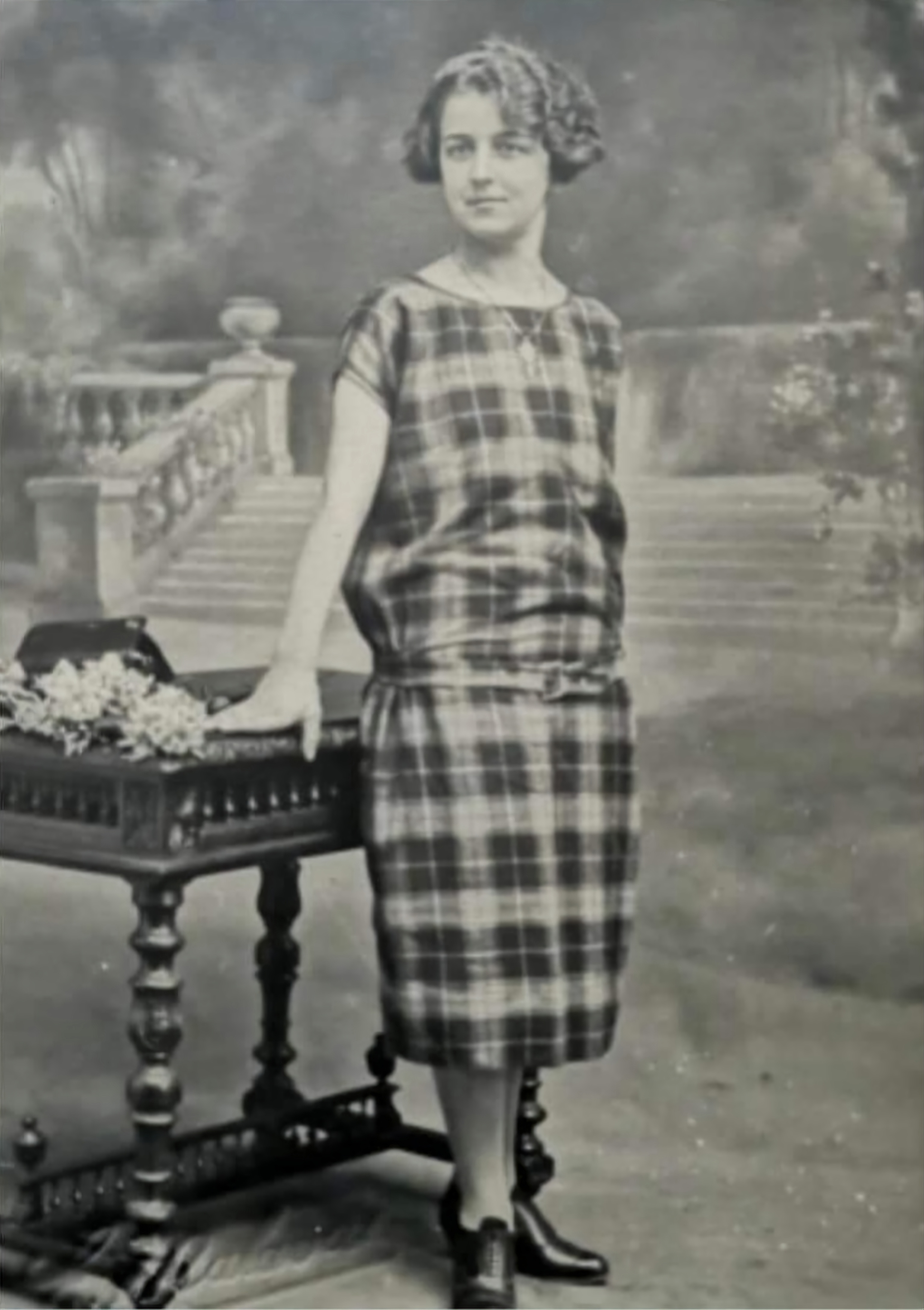
1920年代のリュシル（当時20代）

1904年2月11日、フランス・オクシタニー地域圏のガール県アレスで誕生。3人の兄弟と、幼くして亡くなった双子の姉妹がいる。1918年に第一次世界大戦から帰国した二人の兄弟を覚えていて、それが人生で一番幸せな日だったと語っている。プロテスタントの家庭で育ったが、19歳の頃に洗礼を受けカトリックに改宗した。
ガヴァネス（女家庭教師）として働き、1944年に修道女となった。31年間ヴィシーの病院で働いた後、オート＝サヴォワ県にある高齢者施設に入所し、そこで30年過ごした。その後、2009年にトゥーロンの施設に移った。91歳の頃に頸動脈の手術を必要とする心臓発作が起こり、手術することとなった。
116歳の誕生日を迎えた際には、毎朝チョコレートを1粒食べる習慣があると語った。また、フォアグラやベイクド・アラスカ、ロブスターが好物であり、昼食時には毎日小さなグラス1杯のワインを飲んでいた。
2019年に市の名誉市民となり、フランシスコ教皇より手紙を受け取ったという。当時視力をほとんど失っており、耳もあまり聞こえない状況であった。
2021年1月16日、入所中の施設で新型コロナウイルス感染症のクラスターが発生した際にPCR検査を受けたところ、陽性反応が出たため隔離生活を送った。無症状のまま回復した際に報道陣に対し、「何も感じなかったし、よく眠れた」「この年になると死ぬのも怖くはないけど、孤独がつらかった」などと返答し、修道女として隔離中は若い世代のために祈りをささげていたという。
118歳で世界最高齢となった際には、フランスのテレビ局のインタビューの中で、世界最高齢認定を「悲しい栄誉」と形容し、「私には天国の方が良さそうに思うけれど、神様はまだ私を迎えたいと思っていない」とコメントした。一方で、家族に「甘やかされる」ことを喜んでいる様子だという。
2023年1月17日午前2時頃、トゥーロンの高齢者施設で就寝中に息を引き取った。ランドンより先に118歳の誕生日を迎えたサラ・ナウスと田中カ子は119歳で死去したため、史上初の118歳で死去した人物となった。また、118歳になった時点では田中カ子が存命だった為世界最高齢の期間に誕生日を迎える事は無かった。
なお、田中はランドンの1つ前の世界最高齢者であり、2人続けて世界最高齢者が118歳以上を迎えたのは記録が残る中初めてのことである。

## 長寿記録
- 2017年10月19日、ホノリン・ロンデッロの死去により、113歳250日でフランス最高齢となる。
- 2022年4月19日、田中カ子の死去により、118歳67日で存命中の世界最高齢となった[26][27][28]。118歳で世界最高齢になったのは史上初である。
- 2023年1月17日、118歳340日で死去した。ランドンの死去によりマリア・ブラニャス・モレラが新たに存命の世界最高齢者となった。